# Kappamycetaceae
Kappamycetaceae är en familj av svampar. Kappamycetaceae ingår i ordningen Rhizophydiales, klassen Chytridiomycetes, divisionen pisksvampar och riket svampar.
|                 | Rhizophydiaceae              |
|                 |                              |
|                 | Protrudomycetaceae           |
|                 |                              |
|                 | Pateramycetaceae             |
|                 |                              |
| Kappamycetaceae | \| \| Kappamyces \| \| \| \| |
|                 | \| \| Kappamyces \| \| \| \| |
|                 | Gorgonomycetaceae            |
|                 |                              |
|                 | Globomycetaceae              |
|                 |                              |
|                 | Aquamycetaceae               |
|                 |                              |
|                 | Angulomycetaceae             |
|                 |                              |
|                 | Terramycetaceae              |
|                 |                              |
|                 | Batrachochytrium             |
|                 |                              |
|                 | Kappamyces                   |
|                 |                              |

|  | Kappamyces |
|  |            |